# Großes Ochsenauge

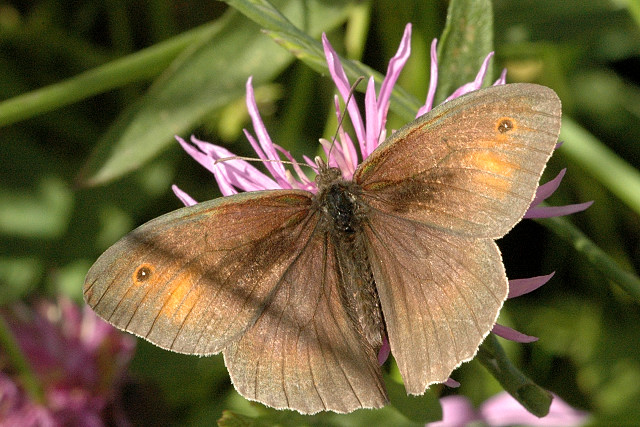
Männchen (Flügeloberseite)

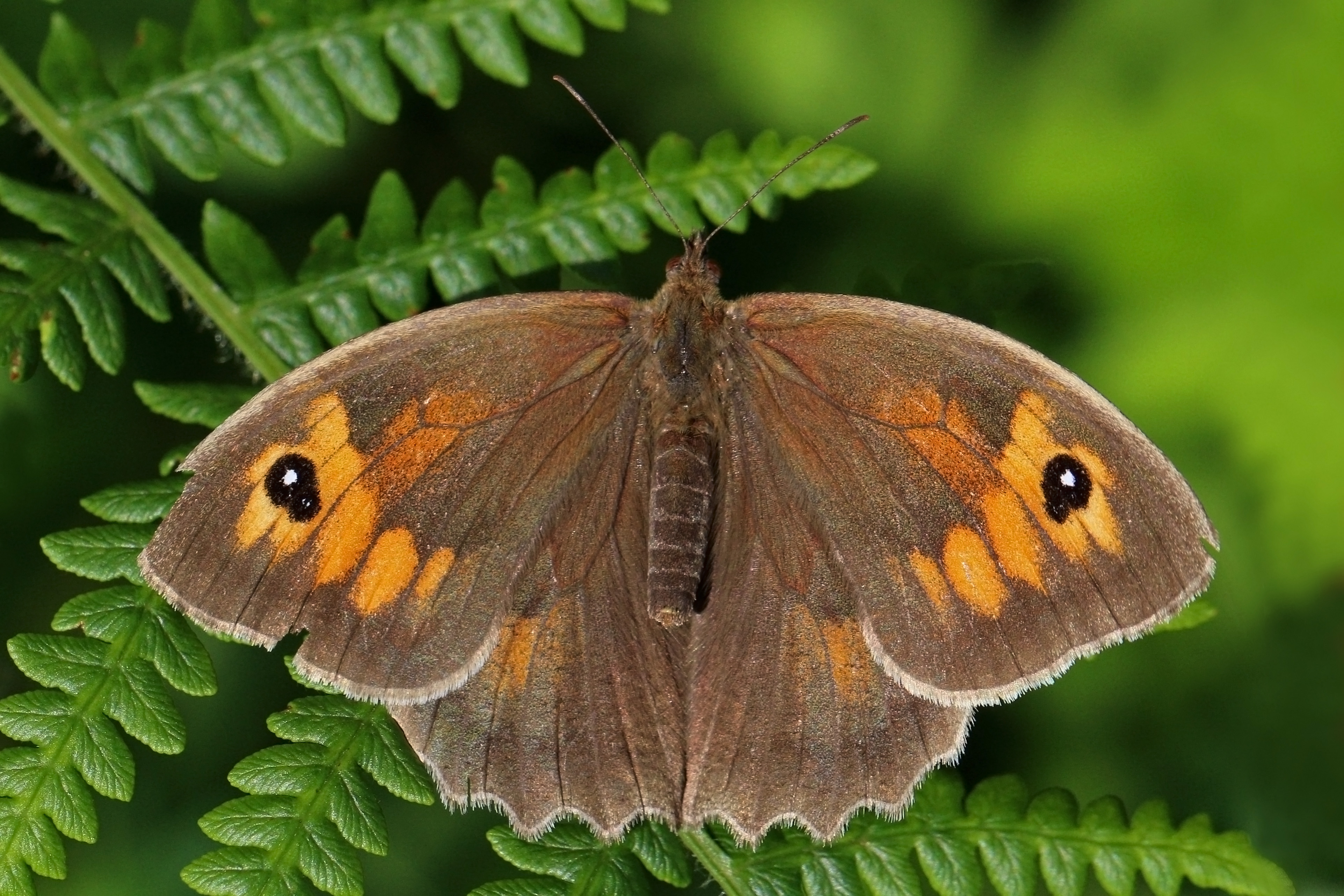
Weibchen (Flügeloberseite)

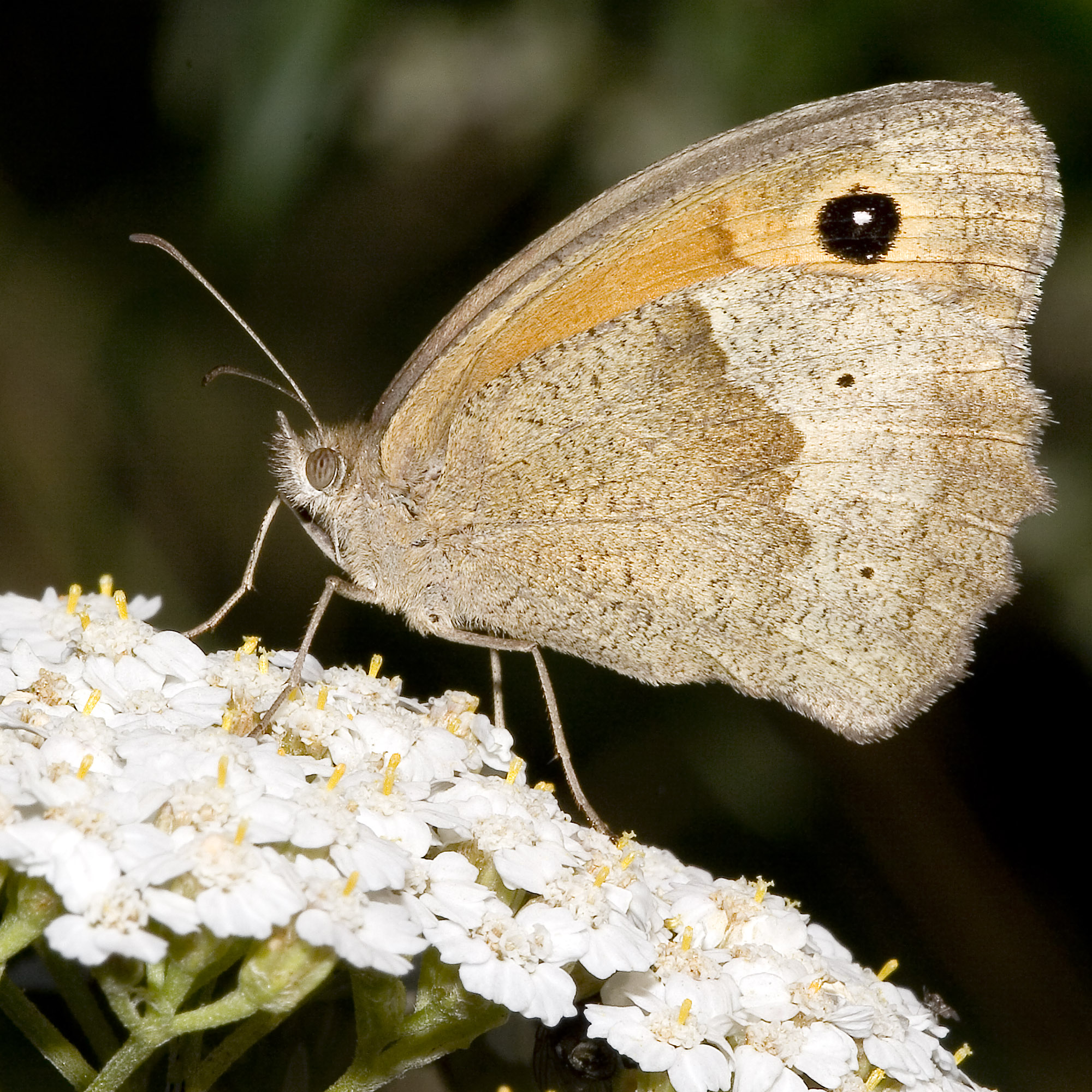
Flügelunterseiten eines Weibchens

Das Große Ochsenauge (Maniola jurtina), bisweilen auch Kuhauge genannt, ist ein Schmetterling aus der Familie der Edelfalter (Nymphalidae).

## Merkmale
Die Falter erreichen eine Flügelspannweite von 40 bis 48 Millimetern. Männliche und weibliche Falter unterscheiden sich in ihrer Färbung (Sexualdichroismus). Die Männchen haben fast einfarbig dunkelbraun gefärbte Flügeloberseiten. Auf den Vorderflügeln kann man nahe am Ansatz einen etwas dunkleren Duftschuppenfleck erkennen, nahe der Flügelspitze sitzt ein eng orange umrandeter, weiß gekernter, schwarzer Augenfleck. Die Weibchen haben ebenfalls dunkelbraune Flügeloberseiten, auf den Vorderflügeln haben sie aber einen ausgedehnten, mehr oder weniger stark deckenden orangen Fleck, der die gesamte Flügelmitte bedeckt. Sie haben auch nahe der Flügelspitze einen Augenfleck, dieser ist aber deutlich größer als bei den Männchen. Die Unterseiten sind bei beiden Geschlechtern etwa gleich gefärbt. Die Unterseite der Vorderflügel ist ausgedehnt orange gefärbt, nur der Rand ist graubraun. Der Augenfleck der Vorderseite ist ebenfalls an der gleichen Stelle zu finden, manchmal ist er auch doppelt weiß gekernt. Die Unterseite der Hinterflügel ist überwiegend graubraun gefärbt und trägt feine, schwarze Sprenkel. Im hinteren Flügelteil (Postdiskalregion) ist eine vor allem nach hinten unscharf abgegrenzte, breite, hell gefärbte Binde zu erkennen.
Die Raupen werden etwa 25 Millimeter lang und sind hellgrün gefärbt. Sie haben unterhalb der Stigmen eine feine helle Längslinie und tragen am ganzen Körper lange, weiße Haare, die an der Spitze gekrümmt sind.

### Ähnliche Arten
- Kleines Ochsenauge (Hyponephele lycaon)
- Rotbraunes Ochsenauge (Pyronia tithonus)
- Sardinisches Ochsenauge (Maniola nurag)
- Hyponephele lupina
- Maniola telmessia

## Vorkommen
Die Tiere kommen von den Kanaren, über Nordafrika und ganz Europa, außer dem hohen Norden, über Kleinasien und den Norden des Iran und Irak, östlich bis in den Westen Sibiriens vor. Man findet sie vom Flachland bis in etwa 1.600 Meter Seehöhe, in Nordafrika bis 2.500 Meter. Sie leben an offenen, trockenen bis leicht feuchten Orten, wie etwa an Waldrändern, auf Trockenrasen und am Rand von Mooren. Sie kommen weit verbreitet vor und sind eine der häufigsten Arten der Augenfalter und sogar in Gärten häufig anzutreffen.

## Lebensweise
Vor allem im Mittelmeergebiet legen die Falter im Hochsommer eine etwa einmonatige Diapause ein und ruhen an einem schattigen Ort. Die Weibchen können ein hohes Alter von bis zu 40 Tagen erreichen.

### Flug- und Raupenzeiten
Die Falter fliegen in einer Generation von Anfang Juni bis Anfang September. Die Raupen findet man ab September und nach der Überwinterung bis in den Mai. Auch in den heißen Regionen, wo sie maximal zwischen Ende März bis Ende September fliegen, tritt nur eine Generation auf.

### Nahrung der Raupen
Die Raupen ernähren sich von vielen verschiedenen Süßgräsern (Poaceae), wie beispielsweise von Aufrechter Trespe (Bromus erectus), Schaf-Schwingel (Festuca ovina), Wiesen-Rispengras (Poa pratensis), Wolligem Honiggras (Holcus lanatus), Flaumigem Wiesenhafer (Helictotrichon pubescens), Wiesen-Fuchsschwanz (Alopecurus pratensis), Gewöhnlichem Ruchgras (Anthoxanthum odoratum) und Fieder-Zwenke (Brachypodium pinnatum).

## Entwicklung
Die Weibchen legen ihre kegelförmigen, oben abgeflachten und stark gerippten Eier einzeln nahe am Boden an zum Teil auch verdorrte Pflanzen ab. Die Eier sind zunächst weiß. Nach einigen Tagen zeigen sie die für die Art typischen braunen Flecken. Die daraus schlüpfenden Raupen sind zunächst tagaktiv. Die Überwinterung findet als junge Raupe statt. Diese ist an frostfreien Tagen aktiv. Erst nach der Überwinterung sind sie nach der vorletzten oder letzten Häutung nachtaktiv. Sie verpuppen sich knapp über dem Boden in einer gelblich-grünen bis purpurroten Stürzpuppe, die bräunliche Streifen aufweist, an einem trockenen Stängel.